# Powiat limanowski

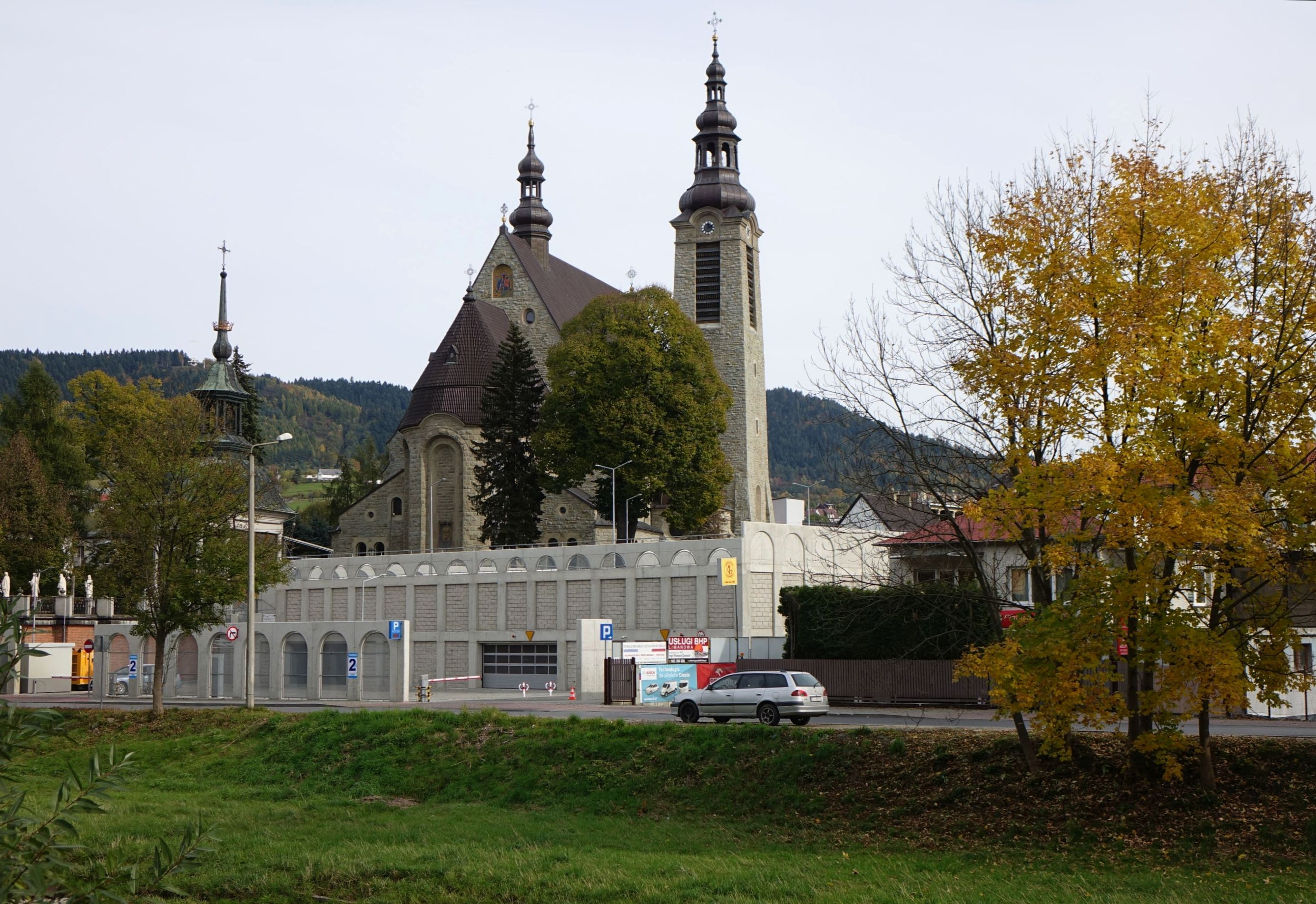
Bazylika Matki Boskiej Bolesnej w Limanowej

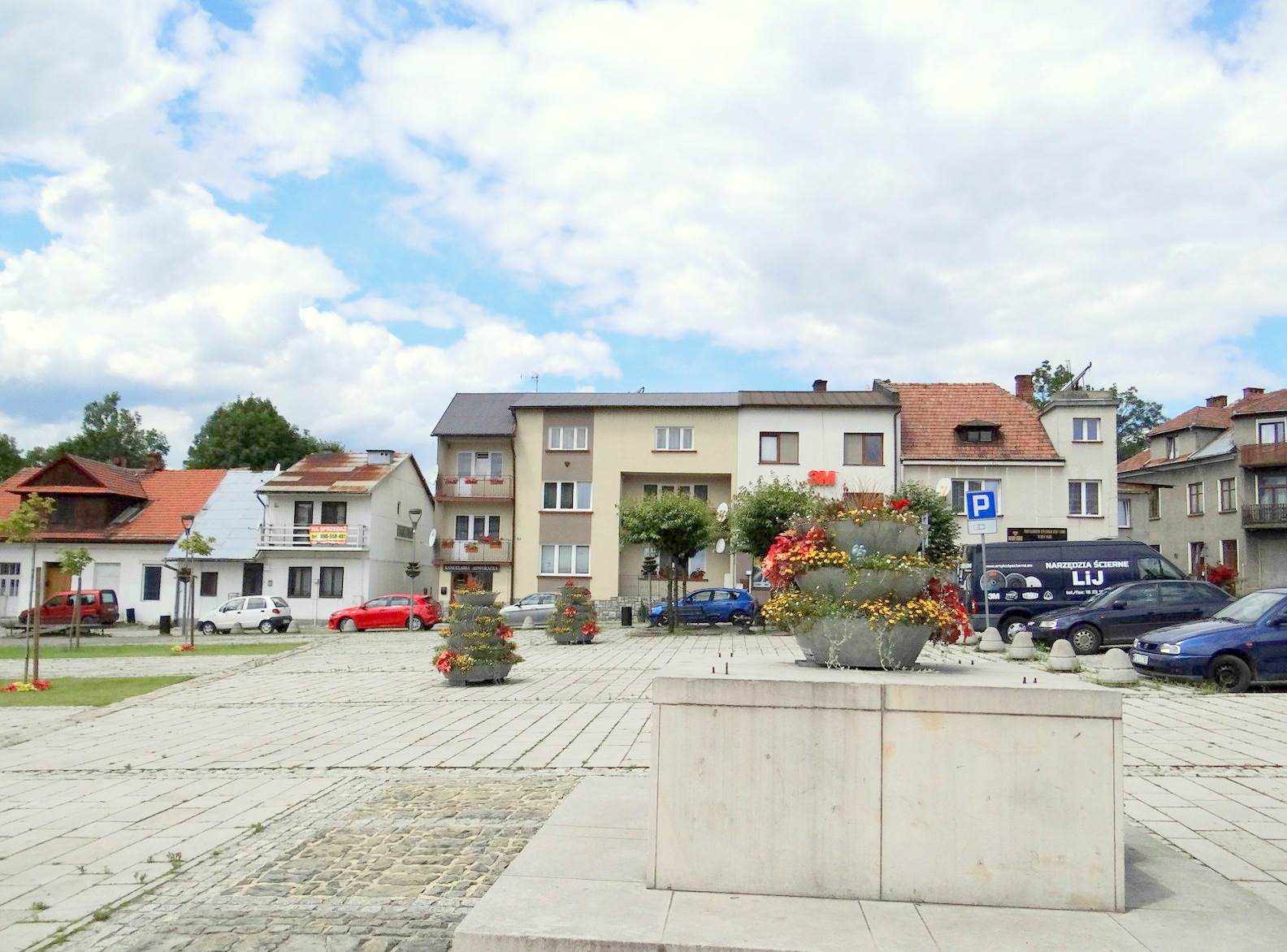
Rynek w Mszanie Dolnej

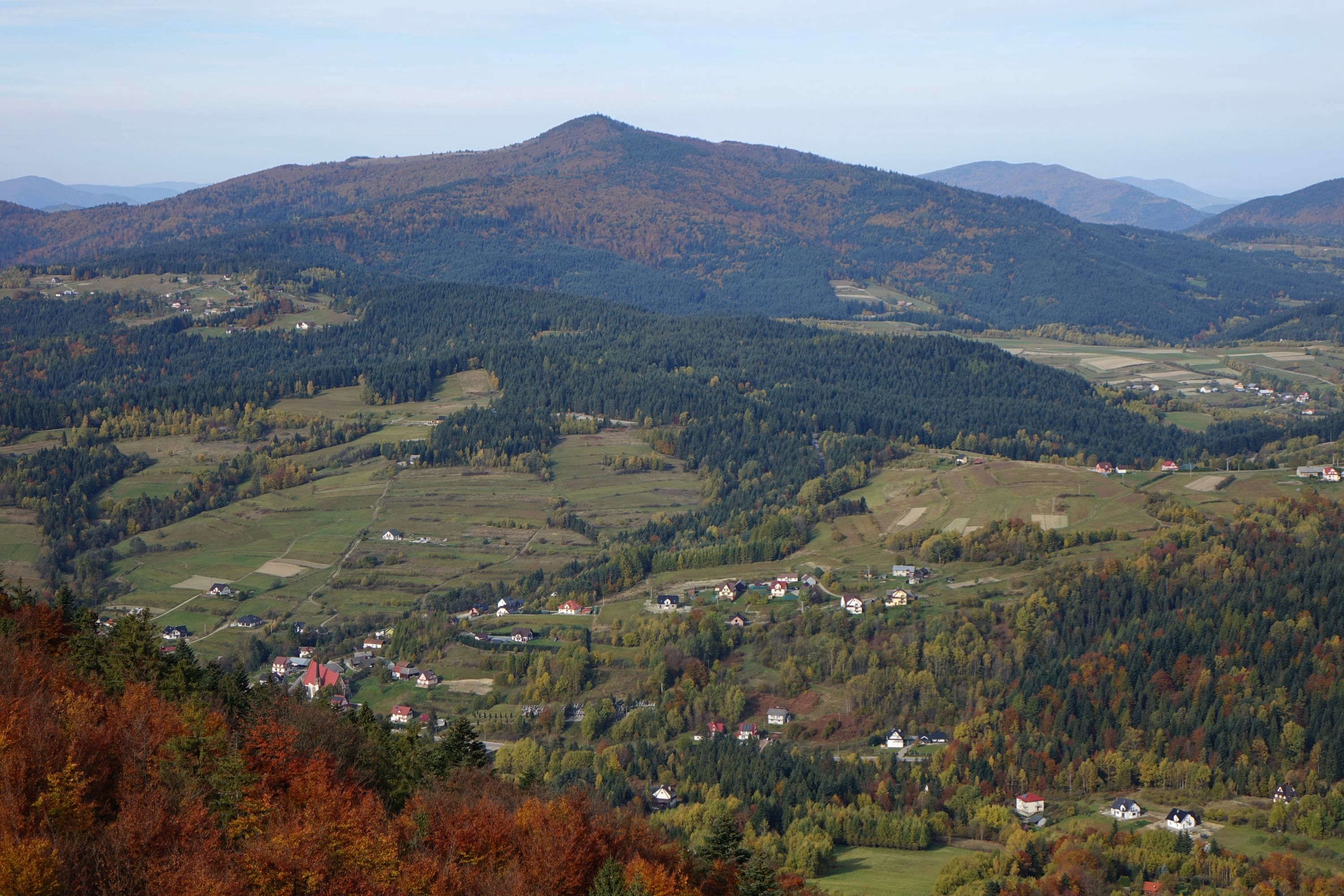
Widok na Mogielicę

Powiat limanowski – powiat w Polsce (w południowej części województwa małopolskiego), utworzony w 1999 roku w ramach reformy administracyjnej. Jego siedzibą jest miasto Limanowa, a ogółem liczy sobie 171 miejscowości 91 sołectw. Powiat jest 6. co do wielkości powiatem w województwie małopolskim i 142. w Polsce.
W skład powiatu wchodzą:
- gminy miejskie: Limanowa, Mszana Dolna
- gminy wiejskie: Dobra, Jodłownik, Kamienica, Laskowa, Limanowa, Łukowica, Mszana Dolna, Niedźwiedź, Słopnice, Szczawa, Tymbark
- miasta: Limanowa, Mszana Dolna

Powiat limanowski charakteryzuje się górzystym krajobrazem (Beskid Wyspowy, Gorce, Pogórze). Miejscowości położone są na zróżnicowanej wysokości: od ok. 300 m n.p.m. (część wsi Słupia i Szyk) do niemal 900 m n.p.m. (osiedla Szczawy, Zasadnego).
Według danych z 31 grudnia 2019 roku powiat zamieszkiwały 131 764 osoby. Natomiast według danych z 30 czerwca 2020 roku powiat zamieszkiwało 131 997 osób.

## Demografia

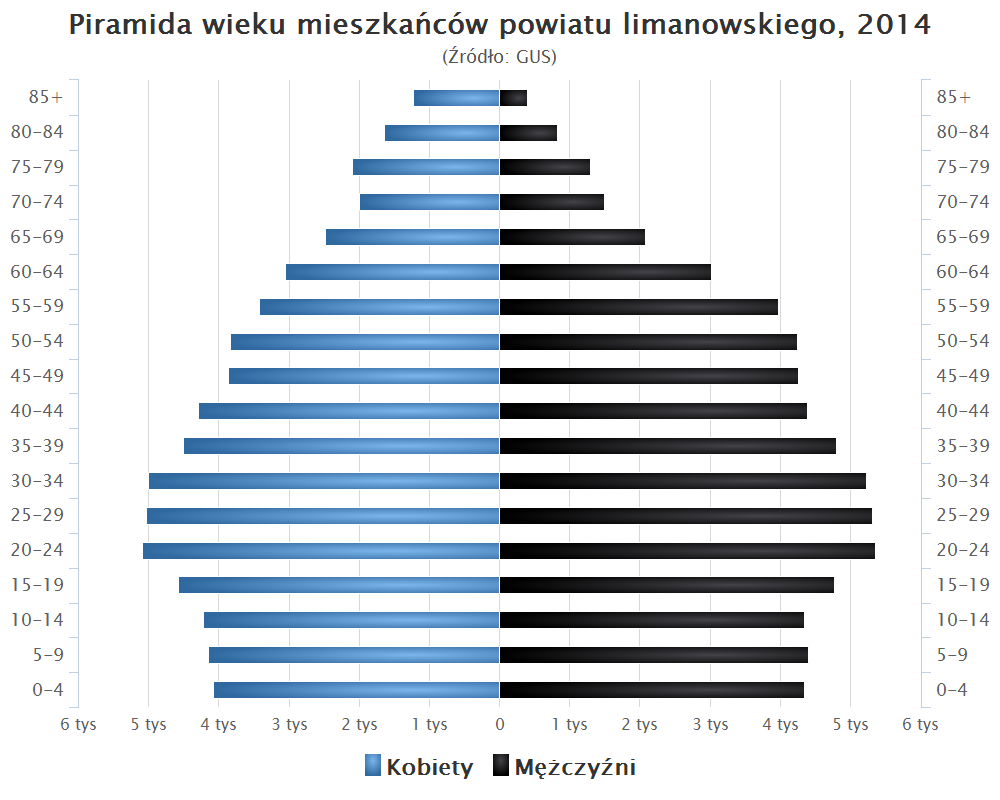
Piramida wieku mieszkańców powiatu limanowskiego w 2014 roku

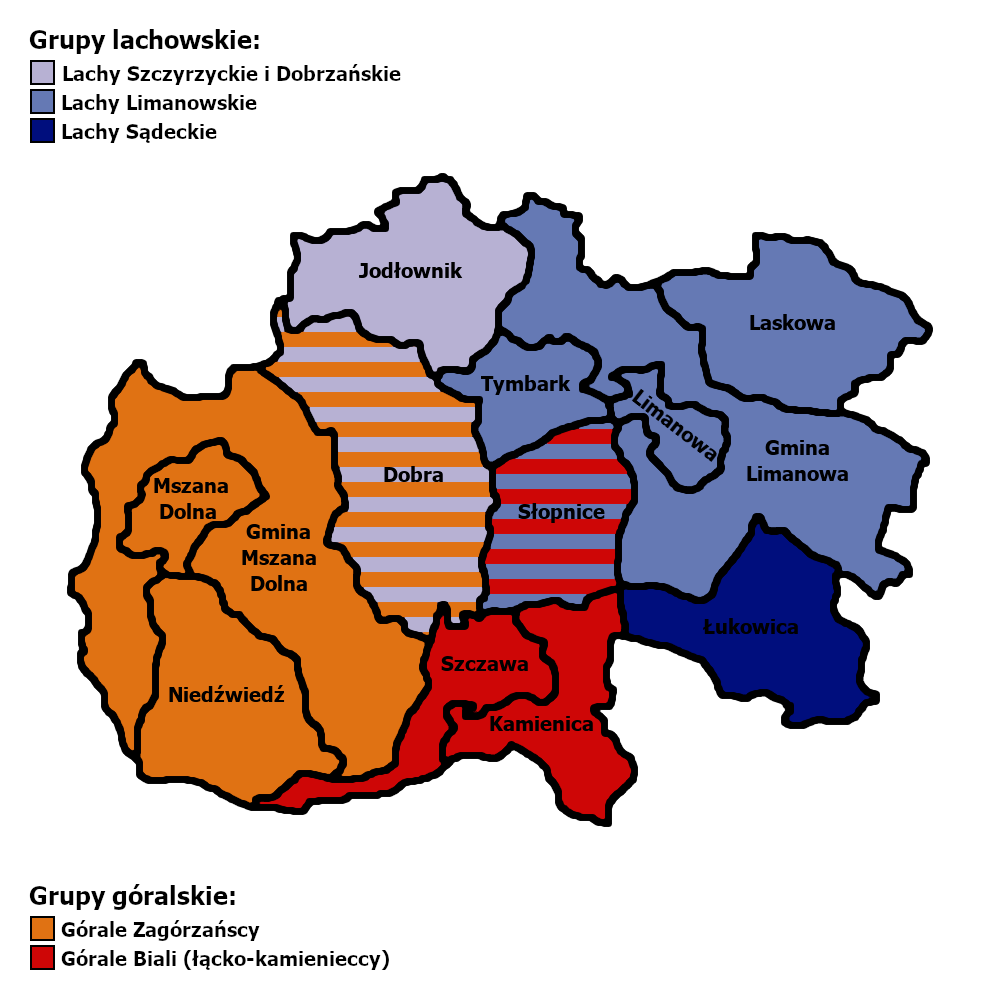
Mapa podziałów etnograficznych w powiecie limanowskim

Liczba ludności (dane z 30 czerwca 2005):
|        | Ogółem  | Ogółem | Kobiety | Kobiety | Mężczyźni | Mężczyźni |
| osób   | %       | osób   | %       | osób    | %         |           |
| ------ | ------- | ------ | ------- | ------- | --------- | --------- |
| Ogółem | 121 153 | 100    | 60 540  | 49,97   | 60 613    | 50,03     |
| Miasto | 22 067  | 18,21  | 11 390  | 9,40    | 10 677    | 8,81      |
| Wieś   | 99 086  | 81,79  | 49 150  | 40,57   | 49 936    | 41,22     |

▶Wieś vs ▶miasto
Ogółem (▶k, ▶m)
Miasto (▶k, ▶m)
Wieś (▶k, ▶m)

## Transport i infrastruktura
Komunikację z powiatem limanowskim umożliwia położenie przy drodze krajowej 28. Ponadto przez teren powiatu przebiegają jeszcze trzy drogi wojewódzkie: 964, 965, 968,a także 32 drogi powiatowe. 
Port lotniczy Kraków-Balice leży 80 kilometrów od Limanowej.
Powiat przecina linia kolejowa nr 104 relacji Chabówka - Nowy Sącz

## Religia
W powiecie dominującą religią jest wyznanie rzymskokatolickie, istnieje także wspólnota religijna Świadków Jehowy należąca do zboru Limanowa.

## Sąsiednie powiaty
- powiat myślenicki
- powiat bocheński
- powiat brzeski
- powiat nowosądecki
- powiat nowotarski